# Anna Skellern
Anna Skellern es una actriz australiana.

## Biografía
Anna se entrenó en la prestigiosa "Guildhall School of Music and Drama".

## Carrera
En el 2009 se unió al elenco de la película de terror The Descent Part 2, donde interpretó a la especialista Cath.
En el 2012 apareció en la película Gambit, donde interpretó a la secretaria Fiona.
Ese mismo año se unió al elenco de la segunda temporada de la serie Lip Service, donde interpretó a la doctora Lexy Price.
También apareció en la miniserie Parade's End. donde dio vida a Bobbie Pelham, la mejor amiga de Sylvia Tietjens (Rebecca Hall).
En el 2014 apareció como invitada en dos episodio de la primera temporada de la serie The Musketeers, donde interpretó a Maria Bonnaire, la esposa de Émile Bonnaire (James Callis).
En el 2015 se unió al elenco principal de la serie The Interceptor, donde interpretó a Kim, una de los miembros de "UNIT" y ex-Oficial del Flying Squad, hasta ahora.

## Filmografía

### Series de Televisión
| Año  | Serie                    | Personaje       | Notas                                         |
| ---- | ------------------------ | --------------- | --------------------------------------------- |
| 2015 | The Interceptor          | Kim             | 8 episodios                                   |
| 2014 | Birds of a Feather       | Sasha           | episodio "You Can't Always Get What You Want" |
| 2014 | The Musketeers           | Maria Bonnaire  | 2 episodios                                   |
| 2013 | Drifters                 | Ellie           | episodio "Friend Night Stand"                 |
| 2013 | Plebs                    | Irina           | episodio "Bananae"                            |
| 2013 | Heading Out              | Sophie          | 2 episodios                                   |
| 2013 | Jo                       | Vanessa Serfaty | episodio "Place Vendôme"                      |
| 2012 | Spy                      | Elaine          | episodio "Codename: Riding High"              |
| 2012 | Parade's End             | Bobbie Pelham   | 3 episodios - miniserie                       |
| 2012 | Lip Service              | Dra. Lexy Price | 6 episodios                                   |
| 2011 | Camelot                  | Arwen           | episodio "Three Journeys"                     |
| 2010 | Outnumbered              | Kelly           | 4 episodios                                   |
| 2010 | A Passionate Woman       | Jo              | episodio # 1.2                                |
| 2009 | Agatha Christie's Poirot | Fiona Hanbury   | episodio "The Clocks"                         |
| 2009 | The Bill                 | Stephanie Lewis | episodio "Absolute Power"                     |

### Películas
| Año  | Título             | Personaje | Notas |
| ---- | ------------------ | --------- | --- |
| 2012 | Gambit             | Fiona     | junto a Colin Firth, Cameron Diaz, Alan Rickman, Tom Courtenay, Stanley Tucci y Cloris Leachman          |
| 2010 | Siren              | Rachel    | junto a Eoin Macken, Tereza Srbová, Anthony Jabre, Abdelkader Saïd y Mohamed Dhrif                       |
| 2009 | The Descent Part 2 | Cath      | junto a Shauna Macdonald, Douglas Hodge, Joshua Dallas, Gavan O'Herlihy, Natalie Mendoza y MyAnna Buring |

### Apariciones
| Año         | Programa                            | Notas        |
| ----------- | ----------------------------------- | ------------ |
| 2002 - 2003 | CNNNN: Chaser Non-Stop News Network | 19 episodios |

### Video Juegos
| Año  | Título        | Personaje       | Notas                           |
| ---- | ------------- | --------------- | ------------------------------- |
| 2012 | Forza Horizon | Ramona Cravache | prestó su voz para el personaje |

### Teatro[5]
| Año  | Obra                  | Personaje | Director       | Teatro           | Notas                                                                                |
| ---- | --------------------- | --------- | -------------- | ---------------- | ------------------------------------------------------------------------------------ |
| 2007 | The Vegemite Tales    | Maddie    | Bill Buckhurst | The Venue        | junto a Blair McDonough, Jonathon Dutton, Jessica Gerger, Andy Leonard y Andrew Robb |
| -    | One Night in November | -         | -              | Belgrade Theatre | -                                                                                    |
| -    | Holding the Man       | -         | -              | -                | -                                                                                    |